# Josef Šnejdar

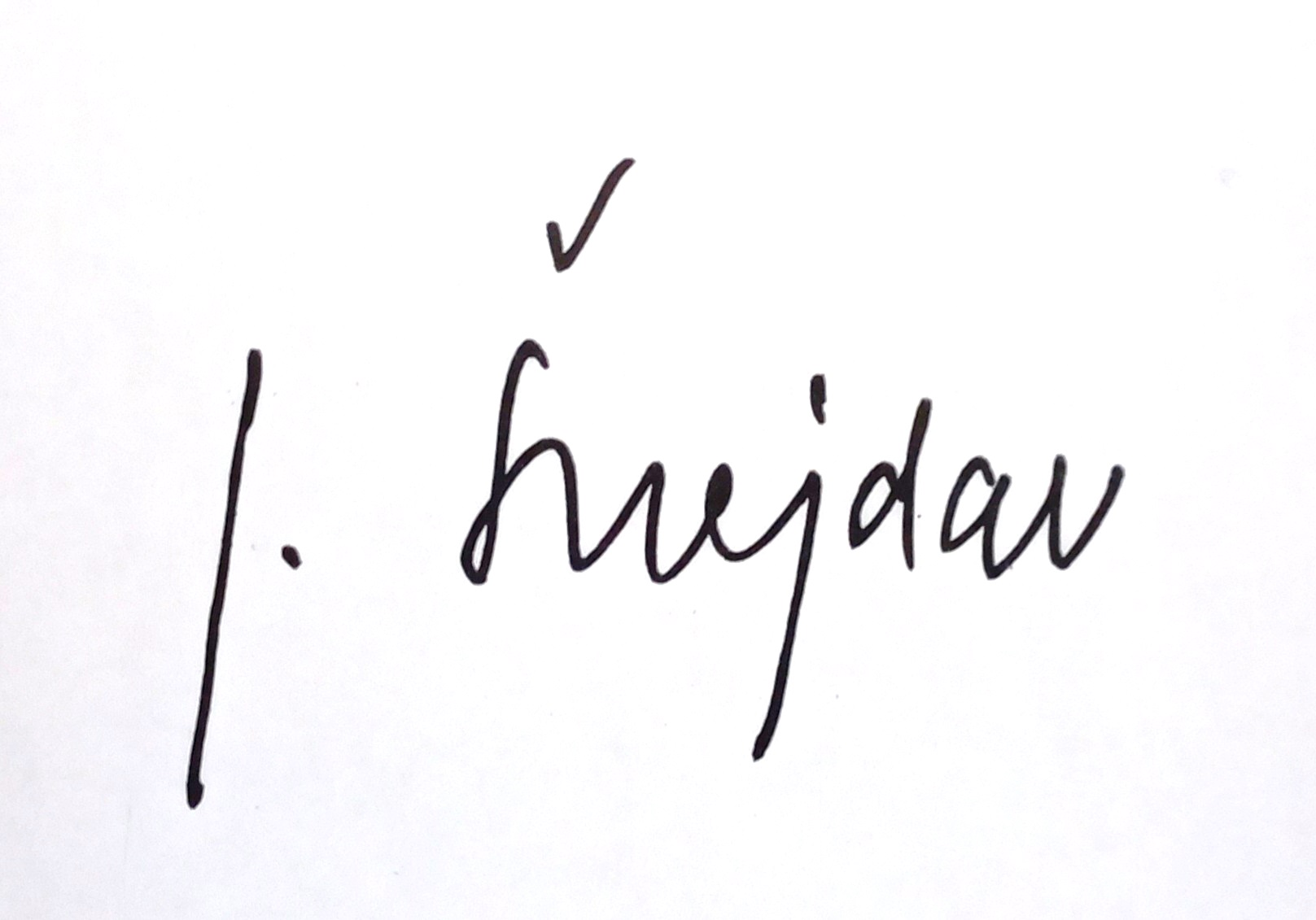
Autogram Josefa Šnejdara (1983)

Josef Šnejdar (19. dubna 1926 Věteřov – 28. července 2021 Písek) se jako odborník a řídící pracovník podílel na významných stavbách, mimo jiné na rekonstrukci a dostavbě Národního divadla (ukončena v roce 1983). Prací v nejvyšších stavebních pozicích byl komunistickým režimem pověřován navzdory pro tehdejší dobu nevyhovujícímu kádrovému profilu, od roku 1957 byl hlavním stavbyvedoucím výstavby sídliště Milín, od podzimu 1959 na výstavbě areálů Vysoké školy zemědělské, Státního veterinárního ústavu a Ústavu teoretických základů chemické techniky v Praze-Suchdole. Byl jmenován hlavním inženýrem pro stavbu Paláce kultury (1.8.1979), ředitelem stavby Rekonstrukce Národního divadla a dostavby jeho okolí (1.4.1981), od 1.7.1987 byl zmocněncem vlády pro čtyři významné stavby, především pro dostavbu nemocnice v Motole. Od 17.1.1991 do zrušení Ministerstva výstavby a stavebnictví byl náměstkem ministra.
Svou životní dráhu vylíčil poutavým způsobem v autobiografické knize Bůh, osud a já, kterou sepsal a vydal ve věku 90 let.

## Život
Do zahájení gymnaziálního studia v konviktu Papežské koleje Tovaryšstva Ježíšova na Velehradě prožíval Josef Šnejdar 11 let dětství v rodině věteřovského kostelníka Josefa Šnejdara. Jeho maminkou byla Marie rozená Švábíková. Po zrušení gymnázia za okupace pokračoval ve studiích jako člen jezuitského řádu a v roce 1950 byl v rámci proticírkevního tažení tehdejším režimem internován v Bohosudově. Následovalo 40 měsíců vojenské služby u PTP
a zaměstnání na různých pozicích ve stavebnictví s tím, že zamýšlené studium filozofie mu nebylo z kádrových důvodů umožněno a po třech měsících studia mu bylo v roce 1954 odepřeno i studium na Vysoké škole ekonomické v Praze. Ve stavebních profesích byl postupně dosazován do řídících funkcí na významných stavbách a za úspěšné vedení a včasné dokončení výstavby Paláce kultury (dnešního Kongresového centra) byl v roce 1981 vyznamenán Řádem práce. I přes tyto pracovní úspěchy zastával jako zaměstnanec podniku Průmstav podřadné funkce a teprve na zásah vysokého vládního činitele byl po neuspokojivém průběhu prací na rekonstrukci Národního divadla pověřen vedením i této celostátně sledované stavby, kde mu bylo umožněno uplatňovat
nestandardní formy mimořádných finančních odměn osvědčených na Paláci kultury (viz biografická kniha Bůh, osud a já). Z práce na této stavbě vzešla výpravná publikace Národní divadlo s fotografiemi Jaroslava Kučery.
Josef Šnejdar působil rovněž jako vysokoškolský pedagog a napsal 3500 stran textů popularizujících moderní řízení stavební výroby výpočetní technikou pro odborné časopisy Pozemní stavby nebo Ekonomika stavebníctva.

## Vzdělání
V raném věku získal humanitní vzdělání zahrnující tříleté studium neoscholastické filozofie včetně znalostí řečtiny a latiny, v letech 1960 – 1965 vystudoval při zaměstnání obor stavebního inženýrství v Praze. V 80. letech se stal kandidátem ekonomických věd v oboru odvětvové a průřezové ekonomiky a později byl ministrem školství jmenován docentem pro obor ekonomika a řízení stavebnictví.

## Publikační činnost (výběr)
- Příručka pro stavbyvedoucí. SNTL Praha, 1967, náklad 7200 výtisků
- Kontrola kvality na stavbách. SNTL Praha, 1971, náklad 7200 výtisků
- Profil mistra HSV. Ministerstvo stavebnictví, Praha, 1967. Studie sloužila jako podklad pro zřízení mistrovských škol stavebních, které byly později realizovány na devíti středních průmyslových školách v Československu.
- Technicko-ekonomické srovnání skeletových konstrukcí monolitických a montovaných. Institut pro stavení techniku, Praha, 1977, 45 stran
- Informační systém a jeho využívání v řízení mechanizované stavební výroby. Ústav vzdelávania v stavebníctve, Bratislava, 1978, 20 stran
- Národní divadlo 1983. Pozemní stavby České Budějovice, 1983, fotografie: Jaroslav Kučera
- Bůh, osud a já. Nakladatelství Nová forma, s.r.o., Týn nad Vltavou, 2016, ISBN 978-80-7453-780-6